# Paraleptosphaeroma brucei
Paraleptosphaeroma brucei är en kräftdjursart som beskrevs av Oleg Grigor'evich Kussakin och Malyutina 1993. Paraleptosphaeroma brucei ingår i släktet Paraleptosphaeroma och familjen klotkräftor. Inga underarter finns listade i Catalogue of Life.